# Adalgisa
Adalgisa (лат.) — род бабочек из семейства Mimallonidae. Неотропика.

## Описание
Среднего размера бабочки. Отличаются тремя отчётливыми полупрозрачными пятнами между следующими парами жилок переднего крыла: Rs2 и Rs3, M3 и CuA1, CuA1 и CuA2. Между большинством других жилок крыла и вдоль дистального края дискальной ячейки имеются меньшие полупрозрачные пятна. Аналогично расположенные меньшие полупрозрачные пятна существуют и на заднем крыле. Род был впервые выделен в 1928 году американским энтомологом Уильямом Шаусом. Валидный статус таксона был подтверждён в ходе ревизии в 2019 году американскими лепидоптерологами Райаном Александером Ст. Лаурентом (Ryan A. St. Laurent, Cornell University, Department of Entomology, Итака, США) и Акито Кавахарой (Akito Y. Kawahara, University of Florida, Гейнсвилл, Флорида).
- Adalgisa croesa Schaus, 1905 (Бразилия)
- Adalgisa stellifera Schaus, 1928 (Парагвай)